# Fusão entre Bielorrússia e Rússia
A fusão entre Bielorrússia e Rússia é um projeto político de criação de um Estado a partir da união da Bielorrússia com a Rússia e possivelmente com outros Estados e territórios pós-soviéticos. O projeto era notoriamente promovido pelo ditador bielorrússo Aleksandr Lukashenko na década de 1990, entretanto, após a ascensão de Vladimir Putin na liderança da Rússia, Lukashenka recuou na sua defesa da união, por perder a confiança na sua capacidade de se tornar o presidente da mesma, e passou à resistir as pressões de maior integração com a Rússia por um certo período, mantendo um balanço entre Rússia e União Europeia.
Porém, após os protestos na Bielorrússia que se iniciaram em 2020, e estabeleceram uma crise de legitimidade para o regime de Lukashenka, tanto pelas reivindicações do movimento de maior democracia, como pela repressão violenta exercida pelo regime, o Estado Bielorrússo e sua elite perderam a sustentação pelo lado Europeu, sofrendo sanções e cortes nas relações diplomáticas.
A política neo-imperialista Rússa, que tomou forma na Anexação da Crimeia à Federação Rússa  e Invasão da Ucrânia pela Rússia em 2022, reforçou o papel da ideologia neo-soviética que promove o estreitamente da relação entre ambos países. Declarações recentes do líder russo são interpretadas como apontando para uma revitalização do projeto de fusão. As declarações enfatizam a necessidade da união em vista da sanções e da percebida hostilidade aos dois países. Enquanto que o líder Bielorrússo também fez chamados para um maior estreitamento com outros Estados pós-soviéticos, acentuando a proposta como uma condição para a manutenção da independência e soberania destes.